# Брейд, Джеймс
Джеймс Брейд (англ. James Braid; 1795—1860) — шотландский врач; джентльмен науки.

## Биография
Джеймс Брейд родился 19 июня 1795 года в шотландской области Файф. Учился в университете Эдинбурга.
Вскоре после окончании обучения приобрел репутацию выдающегося хирурга, в особенности за необыкновенное искусство при устранении косоглазия; впоследствии славился как врач по нервным болезням, так что больные издалека приезжали к нему лечиться в Манчестер.
Первые его учёные труды относятся к области хирургии; но в 1841 году он сделал открытие, что пристальное рассматривание блестящих предметов в течение более или менее продолжительного времени вызывает своеобразный сон (гипноз), и с тех пор всецело посвятил себя изучению этих явлений и применению их к лечению болезней нервной системы.Он много читал о магнетизме и довольно скептически относился к месмеристам, предполагая что они либо жульничают, либо искусно маскируют подлог. С представления, которое 13 ноября 1841 года давал магнетизер Лафонтен, Брейд уходит ещё более утвердившийся в своем мнении. Через шесть дней, желая сделать как можно более очевидным в глазах всех скрывающийся обман, он снова посещает сеанс магнетизма. Но на этот раз он подмечает один факт: замагнетизированый, невзирая на все прилагаемые усилия, не в состоянии поднять веки закрытых глаз. На следующий день он, уже в третий раз, он удостоверяется в верности своего предположения. И уже через два дня, вечером приступает к опытам в присутствии семьи и двух друзей. Он попросил сэра Уолкера сесть и фиксировать взор на горлышке бутылки из-под вина, которую он приподнял над ним, чтобы вызвать значительное утомление глаз и век. Через 3 минуты глаза сомкнулись, слеза скатилась по щеке, голова склонилась, лицо слегка напряглось, он вздохнул и тут же глубоко заснул; дыхание замедлилось, углубилось. стало шумным; по рукам и плечам пробежали небольшие судороги. Через 4 минуты Брейд его разбудил, боясь опасных последствий. Таким способом, педантично требуя лишь, чтобы испытуемые сосредоточивали на указанном им предмете не только свой взор, но и мысли, Брейд усыпляет всех добровольцев. Он называет сон не магнетическим, а нервным. И настоятельно подчеркивает, что причины этого сна лежат не в личности того кто усыпляет, а в самом пациенте, в своеобразном состоянии его нервной системы. Оно возникает закономерно в результате утомления сосредоточенного взора и внимания, полного расслабления мышц, находящегося в покое тела пациента и непроизвольно наступающей при этом задержки дыхания. Вскоре Брейд находит для сна название, которое прочно укрепилось в науке — гипноз.
Брейду, согласно «ЭСБЕ», принадлежит честь открытия гипнотизма, который иногда по имени его называется «брейдизмом» («брэдизмом»); он же является первым и одним из наиболее выдающихся исследователей этих явлений. В своё время открытие его встретило сильный отпор среди медиков-консерваторов и духовенства, и, несмотря на защиту знаменитого физиолога Карпентера (1853), оно было полузабыто, пока новые научные открытия вновь не обратили внимание на исследования Брейда.
Из его многочисленных трудов по гипнотизму важнейшим является монография: «Neuryphnology, оr the rationale of nervous sleep, considered in relation to animal magnetism» (Лондон и Эдинбург, 1843).
Джеймс Брейд умер 25 марта 1860 года в городе Манчестере.
Избранные сочинения учёного были переведены Прейером на немецкий язык под заглавием: «Der Hypnotismus» (Берлин, 1882).
Исследования Брейда, в частности, оказали существенное влияние на взгляды Амбруаза Огюста Льебо — основателя знаменитой школы, которая стала известна как «Школа Нанси» (или «Школа внушения»).

## В кино и сериалах
В сериале «Хранилище 13» в 3 серии первого сезона, упоминается сам Джеймс Брейд, как основатель гипноза и его кресло, которое обладает сверхъестественной способностью. У людей, которые в нём сидят, выплескиваются подсознательные желания.